# Ludington, Michigan
Ludington är administrativ huvudort i Mason County i den amerikanska delstaten Michigan. Orten har fått sitt namn efter skogshuggaren James Ludington. Enligt 2010 års folkräkning hade Ludington 8 076 invånare.